# 1214
Високе Середньовіччя •  Золота доба ісламу •  Реконкіста •  Хрестові походи •  Київська Русь

## Геополітична ситуація
Візантійська імперія розпалася на кілька держав. Оттон IV є імператором Священної Римської імперії (до 1218), а Фрідріх II — королем Німеччини. Філіп II Август править у Франції (до 1223).
Апеннінський півострів розділений: північ належить Священній Римській імперії, середню частину займає Папська область, більша частина півдня належить Сицилійському королівству. Деякі міста півночі: Венеція, Піза, Генуя тощо, мають статус міст-республік, частина з яких об'єднана Ломбардською лігою.
Південь Піренейського півострова в руках у маврів. Північну частину півострова займають християнські Кастилія, Леон (Астурія, Галісія), Наварра, Арагонське королівство (Арагон, Барселона) та Португалія. Іоанн Безземельний є королем Англії (до 1216), а королем Данії — Вальдемар II (до 1241).
У Києві княжить Мстислав Романович Старий (до 1223), у Галичі — Коломан Галицький, у Володимирі-на-Клязмі ведуть боротьбу за престол сини Всеволода Великого Гнізда. Новгородська республіка та Володимиро-Суздальське князівство фактично відокремилися від Русі. У Польщі період роздробленості. На чолі королівства Угорщина стоїть Андраш II (до 1235).
В Єгипті, Сирії та Палестині править династія Аюбідів, невеликі території на Близькому Сході утримують хрестоносці. У Магрибі панують Альмохади. Сельджуки окупували Малу Азію. Хорезм став наймогутнішою державою Середньої Азії, а Делійський султанат — Північної Індії. Чингісхан розпочав свої завоювання. У Китаї співіснують держава ханців, де править династія Сун, держава чжурчженів, де править династія Цзінь, та держава тангутів Західна Ся. На півдні Індії домінує Чола. В Японії триває період Камакура.

## Події
- Уклавши Спиську умову, угорський король Андраш II та краківський князь Лешко Білий поділили Галицько-Волинське князівство. Син Андраша II Коломан отримав титул князя Галичини.

- 27 липня у битві при Бувіні французький король Філіп II наголову розбив війська англійського короля Іоанна Безземельного, що привело до підписання Шионського мирного договору, за яким Королівство Англія втрачало всі завоювання на території Франції на північ від Луари. Цим завершилася англо-французька війна 1202—1214 років.
  - Союзник Іоанна Безземельного імператор Священної Римської імперії Оттон IV із родини Вельфів втратив будь-яку підтримку в Німеччині.
  - В Королівстві Англія почалося повстання баронів проти короля.
- Королем Шотландії став Александер II.
- Як вважає католицька церква, святий Домінік отримав розарій від Діви Марії.
- Чингісхан зняв облогу Пекіна, яка тривал цілий рік, отримавши від імператора з династії Цзінь багату данину. Однак чжурчжені перенесли свою столицю в Кайфен, порушивши угоду з Чингісханом.
- Делійський правитель Ілтутмиш захопив Сінд.

## Народились
- 25 квітня — Людовик IX Святий, король Франції з 1226; очолював сьомий та восьмий хрестові походи (під час останнього помер від чуми); єдиний з королів Франції, зарахованих до святих римською церквою.

## Померли
див. також Категорія:Померли 1214